# Heras de Ayuso
Pour les articles homonymes, voir Heras.
Heras de Ayuso est une commune d'Espagne de la province de Guadalajara dans la communauté autonome de Castille-La Manche.